# Stories without words
Stories without words is het elfde album van Spyro Gyra. Het album is net als haar voorganger opgenomen in Beckensteins eigen Bear Track Studio te Suffern. Het is opgedragen aan de in 1986 overleden muziekproducent Richard Calandra, jarenlang begeleider van Spyro Gyra. Kim Stone is verdwenen als bassist, hij ging verder bij The Rippingtons. Stone werd voor dit album opgevolgd door Roberto Vally, een bassist die tal van artiesten zou begeleiden (onder andere Michael Franks, Randy Crawford en George Benson).
Nog steeds stond het platenlabel Amherst Records vermeld als sublabel van MCA Records.

## Musici
- Jay Beckenstein: saxofoons, lyricon
- Tom Schuman: toetsinstrumenten
- Julio Fernandez: gitaar
- Roberto Vally: basgitaar
- Richie Morales: slagwerk
- Dave Samuels: marimba, vibrafoon
- Manolo Badrena: percussie

## Muziek
| Nr. | Titel                       | Duur |
| --- | --------------------------- | ---- |
| 1.  | Cayo Hueso (Beckenstein)    | 5:29 |
| 2.  | Serpentine Shelly (Schuman) | 4:33 |
| 3.  | Del corazon (Fernandez)     | 6:25 |
| 4.  | Early light (Beckenstein)   | 4:23 |
| 5.  | Nu sungo (Badrena)          | 4:10 |
| 6.  | Chrysalis (Samuels)         | 4;12 |
| 7.  | Joy ride (Jeremy Wall)      | 4:55 |
| 8.  | Pyramid (Wall)              | 6:25 |